# Périchorèse

Élément de fenêtre gothique en forme de triskèle.

La périchorèse (du grec ancien : περιχώρησις, perikhōrēsis, « rotation ») ou circumincession est la relation entre chaque personne du Dieu trinitaire chrétien (Père, Fils et Saint-Esprit). Cette relation est une union consubstantielle (les trois personnes ne forment qu'une seule substance) dans un mouvement incessant d’amour par lequel le Père engendre le Fils dans l’Esprit. 
Dans la théologie chrétienne, le terme a d'abord été employé par les Pères de l'Église. Il apparaît d'abord dans les écrits de Maxime le Confesseur (mort en 662). Le verbe lié perichoreo, en grec ancien, apparaît plus tôt encore, chez Grégoire de Nazianze (mort en 389/390), pour décrire la relation entre les natures divine et humaine du Christ, comme l'a fait Jean Damascène (mort en  749), mais il étend également son sens à l’« interpénétration » des trois personnes de la Trinité. Le terme a ultérieurement servi à désigner cette interpénétration,.
Le concept a été analysé par des penseurs contemporains tels que Karl Barth, Jürgen Moltmann et Hans Urs von Balthasar.[réf. nécessaire]
Les auteurs modernes utilisent le terme de périchorèse comme une analogie pour décrire d'autres relations interpersonnelles. Le terme « co (-) inhérence » est parfois utilisé comme synonyme.
Les humains étant à l'image de Dieu, selon Gn 1:26, la compréhension chrétienne de l’anthropologie des relations sociales se fonde sur l’étude des attributs divins, sur l'activité connue de Dieu et la présence de Dieu dans les affaires humaines.

## Étymologie
Le mot « périchorèse » vient du grec ancien : περιχώρησις, perikhōrēsis, dans lequel le préfixe péri- signifie « autour » et le verbe chorein, « aller de l'avant ». La traduction latine de ce terme par Burgondio de Pise (mort en 1194), circumincessio, a été formée sur la préposition circum signifiant « autour » et le verbe incedere signifiant « s’avancer »,. La forme orthographiée circuminsessio s’est développée à partir de la similitude sonore et a été adoptée par le concile de Florence,.

## Utilisation
L’union du Dieu de la Trinité est intensifiée par la relation de la périchorèse. Cette union consubstantielle exprime et réalise la communion entre le Père et le Fils. Il[Qui ?] est l'intimité. Jésus compare le caractère unique de cette union à celui qui relie les membres de son Église. « Que tous soient un, comme toi, Père, tu es en moi, et moi en toi, afin qu'eux aussi soient un en nous » (Jean 17:21). Le grand réformateur cistercien du XIIe siècle, saint Bernard de Clairvaux a parlé de l'Esprit Saint comme du baiser de Dieu. Le Saint-Esprit n’est donc pas généré, mais part de l'amour du Père et du Fils par un acte de leur volonté unifiée

« Si, comme cela est bien compris, le Père est celui qui donne le baiser et le Fils celui qui est embrassé, alors il ne peut pas être faux de voir dans le baiser le Saint-Esprit, car il est la paix imperturbable du Père et du Fils, leur lien inébranlable, leur amour sans partage, leur unité indivisible. »- Bernard de Clairvaux, Sermon 8, Sermons sur le Cantique des Cantiques 

Ensemble, ils spirent l'Esprit Saint. Dans Jean 15:26, Jésus dit : « Quand sera venu le consolateur, que je vous enverrai de la part du Père, l'Esprit de vérité, qui vient du Père, il rendra témoignage de moi ». Auparavant durant le premier millénaire, la tradition théologique voyait l’union de Dieu le Père et Jésus-Christ comme une communion. Jean de Damas, qui fut influent dans le développement de la doctrine de la périchorèse, en faisait un usage axé sur la mutuelle immanence du Père et du Fils sans souligner néanmoins cette active compénétration. La communion dans la divinité est telle que le Père et le Fils, non seulement s’embrassent, mais s’imprègnent et habitent l’un dans l'autre. Étant un, ils sont aussi toujours un dans l'intimité de leur amitié.

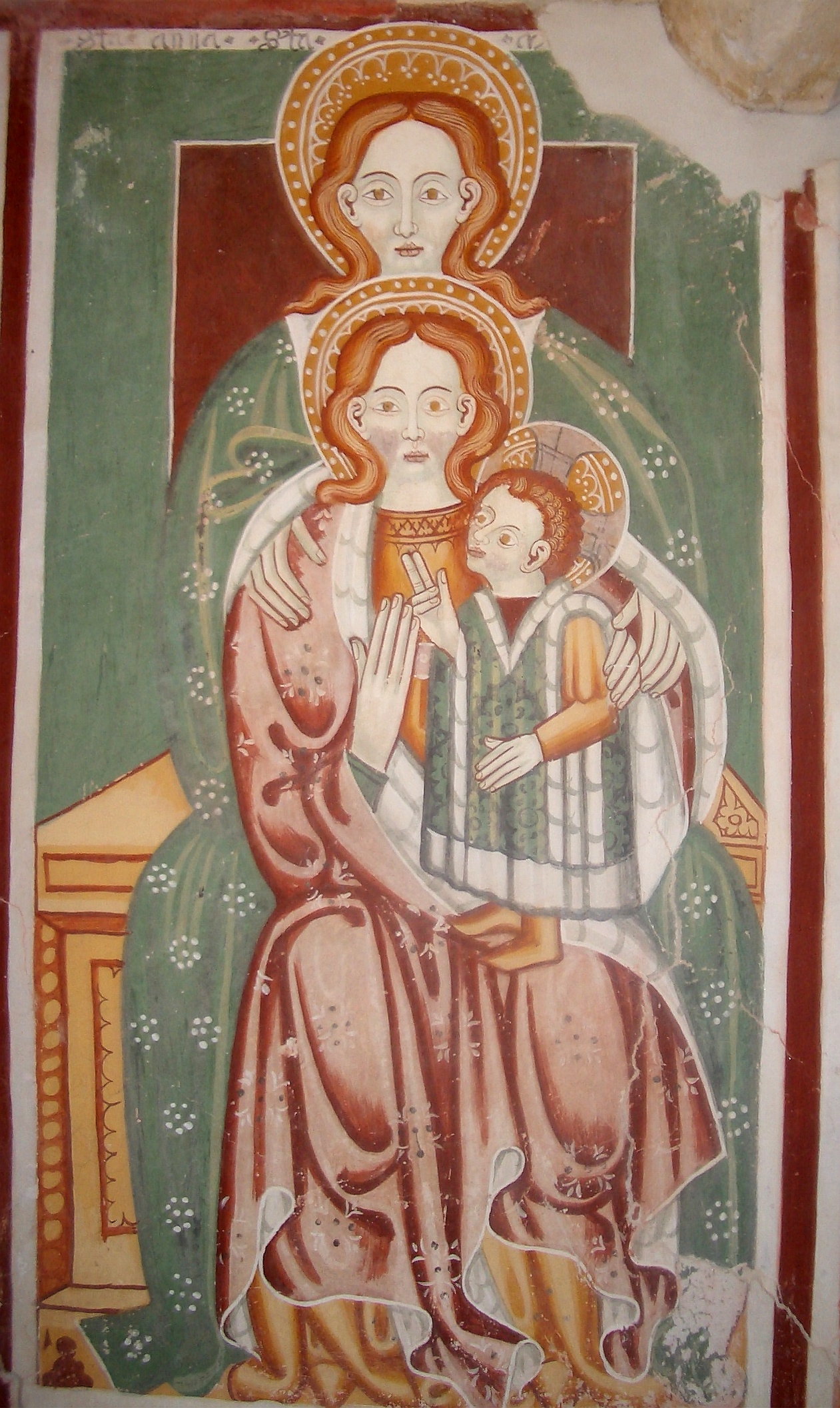
Une action trinitaire de grâce est implicite dans l'art sacré de Sainte Anne trinitaire : le Père créateur, le Fils rédempteur, la procession réflexive du Saint-Esprit, avec le Christ-enfant divin pointant vers sa mère et sa grand-mère humaines.

La propriété de la grâce divine dans la mission trinitaire est distincte pour chaque personne (ou hypostase) de la Sainte Trinité qui est simultanément unie, communiante et habitée de l'amour trinitaire. Tout est don de Dieu du Père par l'Incarnation du Fils et dans le don du Saint-Esprit. Cette co-inhérence relationnelle est souvent représentée par des anneaux borroméens ou le Scutum Fidei (le bouclier de la foi).
La pierre tombale de la mystique suisse et convertie catholique du XXe siècle, Adrienne von Speyr, dispose d'une sculpture monolithe en trois dimensions en pierre , qui ressemble au valknut. Le valknut est un symbole éternel de la mythologie nordique, utilisé pour faire l'éloge d’une bravoure légendaire dépassant l'entendement humain et sculpté dans un bas-relief en deux dimensions. La beauté mystérieuse de la triple symétrie se manifeste dans des formes encore plus anciennes de la Triskelion tel que le drapeau à trois pieds de Sicile avec ses racines pré-byzantines de culture grecque ou encore le losange sculpté près de l'entrée principale du monument préhistorique de Newgrange dans le comté de Meath. Ce tourbillon celtique caractéristique de l’âge du fer en Irlande utilise la symétrie spatiale du mouvement d'une spirale d'Archimède.

### Trinitarisme social
Les Pères cappadociens ont décrit la Trinité comme trois individualités dans un être unique indivisible, affirmant que la communauté chrétienne en est une analogie et que la Trinité sociale est (dans la terminologie orthodoxe orientale) une « icône » ou le signe de l'amour de Dieu. Une telle conception réfute l’ « adoptionisme » que certains attribuent aux Anoméens (une secte « arienne »). Elle s’oppose également aux autres anti-trinitaires qui réduisent la conception de l'unité de Dieu dans le Christ à un concept purement éthique, comparable à une relation humaine entre deux (ou trois) personnes. La base des relations humaines d’après les Pères cappadociens est en Dieu et non pas en Dieu par rapport à un autre (autre que Dieu).

## Différences doctrinales
Catholiques et protestants diffèrent dans leur interprétation de la Communio en tant que modèle d'unité ecclésiale contraignant pour les membres du Corps du Christ. Un trinitarisme réduit à un binitarisme ou dyadisme sous-tend l'école barthienne. 

« Le Père reste le seul principe, parce que le Fils n'a rien, il n'a pas reçu de cette source. Mais la Trinité est une réciprocité asymétrique, pas une hiérarchie symétrique issue du Père. Son asymétrie est précisément la racine de son dynamisme comme loi éternelle, une éternelle « périchorèse ». Suivant la même logique, le minimalisme pneumatologique de Barth ne peut pas être fondamentalement enraciné dans le filioque. Mon intuition est que le binitarisme de Barth est plus profondément planté dans cet autre coupable que Jenson identifie : la « communauté humaine est divisée en deux parties dans son interprétation ainsi que la réalité historique héritée de la tradition du « je-tu » du XIXe siècle de l'anthropologie philosophique allemande ».
― Aaron Richesses, "l'Église, l'Eucharistie, et la prédestination à Barth et à de Lubac: CONVERGENCE ET DIVERGENCE DANS LA COMMUNIO" , Communio 35 (Hiver 2008).